# Sargento do Indo-Pacífico
A espécie se assemelha muito com o sargento do Atlântico (Abudefduf saxatilis) e o sargento panamense (Abudefduf troschelii) pois possuem um padrão listrado que confunde muito na hora da identificação, mas para ser identificado facilmente basta olhar para a sua coloração azul esverdeada. A espécie é encontrada em toda a região do Indo-Pacífico. Pertence ao gênero Abudefduf e a família Pomacentridae.

## Descrição
A espécie possui uma barbatana caudal bifurcada, a coloração do corpo é azul esverdeado com sombreado branco prateado ventralmente e possui cinco listras largas azuladas.

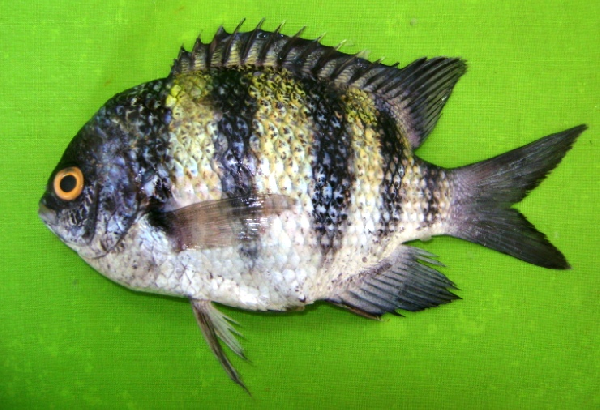
Espécie capturada no Paquistão.

## Biologia

### Habitat
Os adultos habitam em cardumes próximos á encostas de recifes coralinos e rochosos costeiros. Os jovens são encontrados associados á algas marinhas derivantes ou em poças de maré.

### Alimentação
Alimentam-se de zooplâncton, algas bentônicas e pequenos invertebrados.

### Reprodução
É uma espécie ovípara, depois que as fêmeas colocam os ovos em uma rocha nua ou em um coral morto, os machos protegem e mantem os ovos livres de parasitas.
Depois de os alevinos nascerem, são carregados para o mar aberto e começam a fazer parte do plâncton. Os alevinos possuem apenas espinhos operculares para a sua proteção.

## Distribuição
Como seu nome comum diz, o sargento do Indo-Pacífico é uma espécie nativa da região do Indo-Pacífico. Podendo ser encontrado no Mar Vermelho, até às Espórades Equatoriais e Tuamotu. Norte ao sul do Japão e Taiwan, Austrália e Nova Zelândia. Recentemente a espécie foi introduzida no Mediterrâneo, na costa da Itália. A espécie não é encontrada na costa das Américas e Ilha de Páscoa.

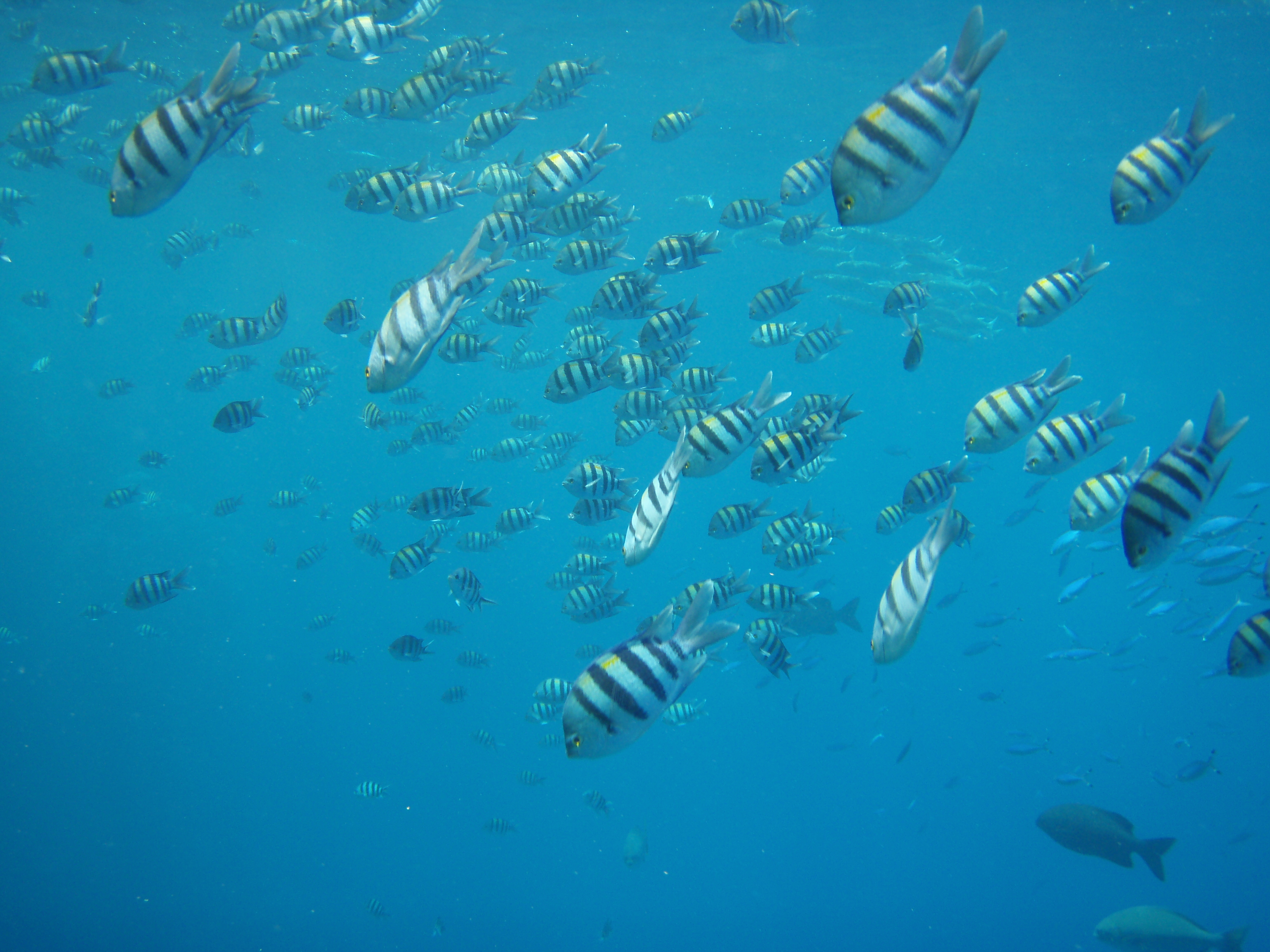
Cardume no Mar Vermelho.

## Na cultura pop
O personagem Linguado, da franquia A Pequena Sereia, da Disney, no live action de 2023, foi representado como um sargento do Indo-Pacífico.